# StyleGAN

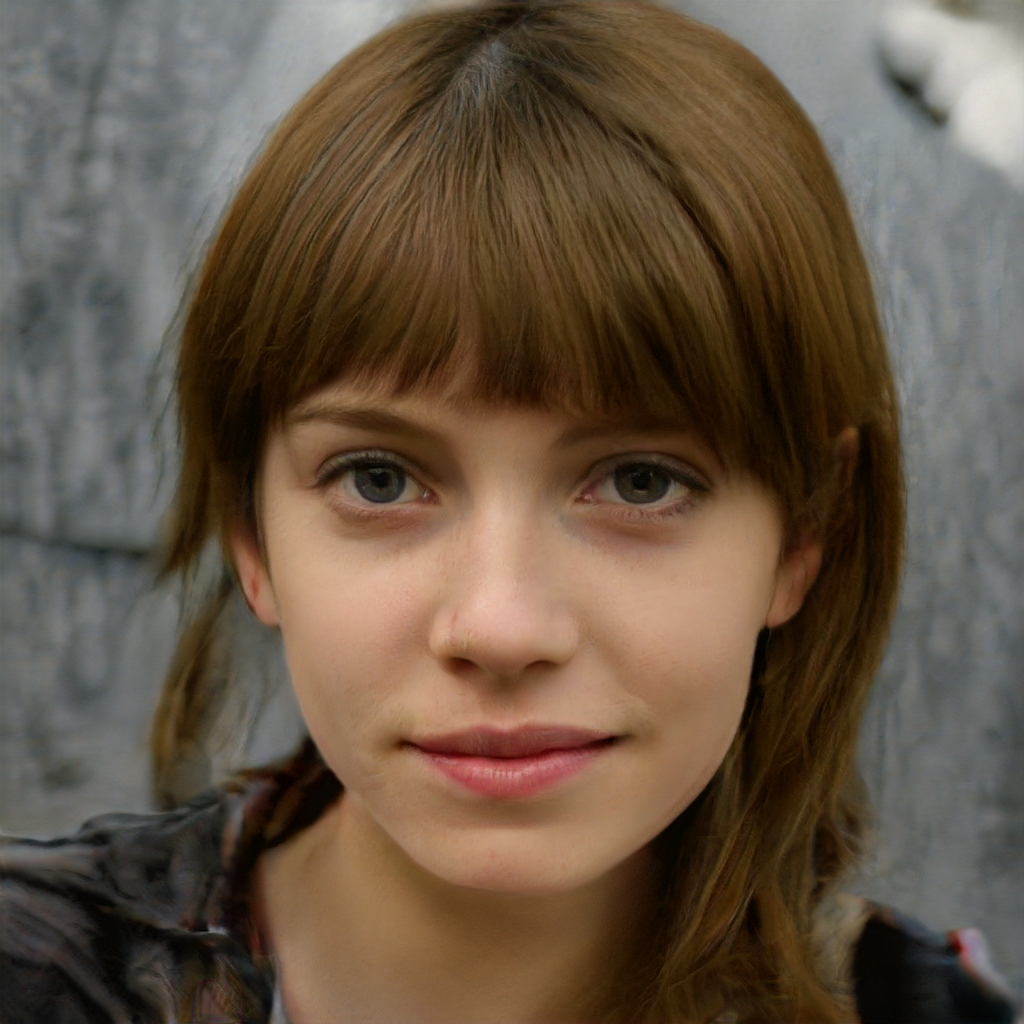
젊은 여성의 초상화처럼 보이는 StyleGAN에 의해 생성된 이미지이다. 이 이미지는 인물 사진 분석을 기반으로 인공지능이 생성한 이미지이다.

StyleGAN은 엔비디아 연구진이 2018년 12월에 도입한 생성적 적대 신경망(GAN)으로, 2019년 2월에 소스를 공개했다.
StyleGAN은 엔비디아의 CUDA 소프트웨어, GPU 및 구글의 텐서플로 또는 메타 AI의 PyTorch에 의존한다. 이는 이후 StyleGAN 버전에서 공식 구현 라이브러리로 텐서플로를 대체한다. StyleGAN2라고 불리는 StyleGAN의 두 번째 버전은 2020년 2월 5일에 게시되었다. 특징적인 아티팩트 중 일부를 제거하고 이미지 품질을 향상시킨다. 엔비디아는 2021년 6월 23일에 "별칭 없는" 버전으로 설명되는 StyleGAN3을 출시했으며 2021년 10월 12일에 소스를 제공했다.